# Anticristo (filme)
Antichrist (bra: Anticristo; prt: Anticristo, ou Antichrist - Anticristo) é um filme dano-sueco-franco-germano-ítalo-polonês de 2009, dos gêneros terror e drama, escrito e dirigido por Lars von Trier.

## Sinopse
Arrasado com a morte acidental do filho único, casal se refugia numa cabana na floresta, onde começam a se questionar sobre a dor do luto, levando a esposa a se desesperar e desencadear uma série de eventos assustadores.

## Elenco
- Charlotte Gainsbourg
- Willem Dafoe

## Recepção

### Crítica
O crítico Roger Ebert deu ao filme 3,5 estrelas de 4, definindo-o como "macabro, explícito e altamente controverso" e comentando: "Von Trier, que sempre foi um provocador, é levado a confrontar e agitar sua audiência mais do que qualquer outro cineasta sério". Em geral a crítica elogiou a execução artística do filme, mas se dividiu quanto ao real mérito da obra. No Rotten Tomatoes, possui um índice de aprovação em 53% com base em 174 avaliações, com uma nota de 5,5/10. O consenso crítico do site diz: "Terrível, explícito e altamente controverso; o filme de arte de horror de Lars von Trier, embora lindamente filmado, não é uma aventura fácil".

### Prêmios e indicações
| Prêmio/Evento             | Categoria                        | Recipiente                   | Resultado                   |
| ------------------------- | -------------------------------- | ---------------------------- | --------------------------- |
| Festival de Cannes 2009   | Palma de Ouro (melhor filme)     | Palma de Ouro (melhor filme) | Indicado                    |
| Festival de Cannes 2009   | Prêmio de interpretação feminina | Charlotte Gainsbourg         | Venceu                      |
| Prémios do Cinema Europeu | Melhor diretor                   | Lars von Trier               | Indicado[carece de fontes?] |
| Prémios do Cinema Europeu | Melhor atriz                     | Charlotte Gainsbourg         | Indicado[carece de fontes?] |
| Prémios do Cinema Europeu | Melhor diretor de fotografia     | Anthony Dod Mantle           | Venceu[carece de fontes?]   |

Em uma pesquisa internacional realizada em 2016 pela BBC, Stephanie Zacharek e Andreas Borcholte listaram-no como um dos melhores filmes produzidos desde 2000.

## Controvérsia
Seguindo uma estética de filme de terror o filme possui cenas de extrema violência, muito explícitas. Von Trier respondeu a isso numa entrevista: "Simplesmente achei que seria errado não mostrar. Acredito que devemos pôr na tela tudo o que pensamos. Sei que é doloroso ver, mas esse filme tem muito a ver com essas dores.". O diretor também afirmou não acreditar em Deus e que esse filme foi uma forma de passar para Deus tudo o que aprendeu sobre Ele.